# NASCAR Grand National Series 1962
De NASCAR Grand National Series 1962 was het 14e seizoen van het belangrijkste NASCAR kampioenschap dat in de Verenigde Staten gehouden wordt. Het seizoen startte op 5 november 1961 met een race in Concord, North Carolina en eindigde op 28 oktober 1962 met de Dixie 400. Joe Weatherly won het kampioenschap.

## Races
Top drie resultaten.
|    | Datum        | Race                       | Circuit                         | Winnaar          | Tweede           | Derde           |
| 1  | 5 november   | Race 1                     | Concord Speedway                | Jack Smith       | Joe Weatherly    | Cotton Owens    |
| 2  | 12 november  | Race 2                     | Asheville-Weaverville Speedway  | Rex White        | Buck Baker       | Joe Weatherly   |
| 3  | 16 februari  | Daytona 500 Qualifier #1   | Daytona International Speedway  | Fireball Roberts | Jack Smith       | Cotton Owens    |
| 4  | 16 februari  | Daytona 500 Qualifier #2   | Daytona International Speedway  | Joe Weatherly    | Nelson Stacy     | Rex White       |
| 5  | 18 februari  | Daytona 500                | Daytona International Speedway  | Fireball Roberts | Richard Petty    | Joe Weatherly   |
| 6  | 25 februari  | Race 6                     | Concord Speedway                | Joe Weatherly    | Richard Petty    | Ralph Earnhardt |
| 7  | 4 maart      | Race 7                     | Asheville-Weaverville Speedway  | Joe Weatherly    | Jim Paschal      | Buddy Baker     |
| 8  | 17 maart     | St. Patrick's Day 200      | Savannah Speedway               | Jack Smith       | Cotton Owens     | Joe Weatherly   |
| 9  | 18 maart     | Race 9                     | Occoneechee Speedway            | Rex White        | Richard Petty    | Jim Paschal     |
| 10 | 1 april      | Richmond 250               | Richmond International Raceway  | Rex White        | Ned Jarrett      | Junior Johnson  |
| 11 | 13 april     | Arclite 200                | Columbia Speedway               | Ned Jarrett      | Joe Weatherly    | Jack Smith      |
| 12 | 15 april     | Gwyn Staley 400            | North Wilkesboro Speedway       | Richard Petty    | Fred Lorenzen    | Junior Johnson  |
| 13 | 19 april     | Greenville 200             | Greenville-Pickens Speedway     | Ned Jarrett      | Jim Paschal      | Joe Weatherly   |
| 14 | 21 april     | Race 14                    | Rambi Raceway                   | Jack Smith       | Richard Petty    | Ned Jarrett     |
| 15 | 22 april     | Virginia 500               | Martinsville Speedway           | Richard Petty    | Joe Weatherly    | Rex White       |
| 16 | 23 april     | Race 16                    | Bowman Gray Stadium             | Rex White        | Jack Smith       | Joe Weatherly   |
| 17 | 29 april     | Volunteer 500              | Bristol Motor Speedway          | Bobby Johns      | Fireball Roberts | Jack Smith      |
| 18 | 4 mei        | Race 18                    | Southside Speedway              | Jimmy Pardue     | Jack Smith       | Richard Petty   |
| 19 | 5 mei        | Hickory 250                | Hickory Motor Speedway          | Jack Smith       | Rex White        | Joe Weatherly   |
| 20 | 6 mei        | Race 20                    | Concord Speedway                | Joe Weatherly    | Cotton Owens     | Wendell Scott   |
| 21 | 12 mei       | Rebel 300                  | Darlington Raceway              | Nelson Stacy     | Marvin Panch     | Fred Lorenzen   |
| 22 | 19 mei       | Race 22                    | Piedmont Interstate Fairgrounds | Ned Jarrett      | Jim Paschal      | Richard Petty   |
| 23 | 27 mei       | World 600                  | Charlotte Motor Speedway        | Nelson Stacy     | Joe Weatherly    | Fred Lorenzen   |
| 24 | 10 juni      | Atlanta 500                | Atlanta Motor Speedway          | Fred Lorenzen    | Banjo Matthews   | Bobby Johns     |
| 25 | 16 juni      | Myers Brothers 200         | Bowman Gray Stadium             | Johnny Allen     | Rex White        | Richard Petty   |
| 26 | 19 juni      | Race 26                    | Augusta Speedway                | Joe Weatherly    | Ned Jarrett      | Richard Petty   |
| 27 | 22 juni      | Race 27                    | Southside Speedway              | Jim Paschal      | Rex White        | Jimmy Pardue    |
| 28 | 23 juni      | Race 28                    | South Boston Speedway           | Rex White        | Jack Smith       | Richard Petty   |
| 29 | 4 juli       | Firecracker 250            | Daytona International Speedway  | Fireball Roberts | Junior Johnson   | Marvin Panch    |
| 30 | 7 juli       | Sandlapper 200             | Columbia Speedway               | Rex White        | Joe Weatherly    | Jack Smith      |
| 31 | 13 juli      | Race 31                    | New Asheville Speedway          | Jack Smith       | Joe Weatherly    | Richard Petty   |
| 32 | 14 juli      | Pickens 200                | Greenville-Pickens Speedway     | Richard Petty    | Jack Smith       | Wendell Scott   |
| 33 | 17 juli      | Race 33                    | Augusta Speedway                | Joe Weatherly    | Richard Petty    | Buck Baker      |
| 34 | 20 juli      | Race 34                    | Savannah Speedway               | Joe Weatherly    | Tommy Irwin      | Richard Petty   |
| 35 | 21 juli      | Race 35                    | Rambi Raceway                   | Ned Jarrett      | Joe Weatherly    | Jack Smith      |
| 36 | 29 juli      | Southeastern 500           | Bristol Motor Speedway          | Jim Paschal      | Fred Lorenzen    | Richard Petty   |
| 37 | 3 augustus   | Confederate 200            | Boyd Speedway                   | Joe Weatherly    | Fireball Roberts | Jim Paschal     |
| 38 | 5 augustus   | Nashville 500              | Music City Motorplex            | Jim Paschal      | Richard Petty    | Buck Baker      |
| 39 | 8 augustus   | Race 39                    | Huntsville Speedway             | Richard Petty    | Bob Welborn      | Jim Paschal     |
| 40 | 12 augustus  | Western North Carolina 500 | Asheville-Weaverville Speedway  | Jim Paschal      | Joe Weatherly    | Rex White       |
| 41 | 15 augustus  | Race 41                    | Starkey Speedway                | Richard Petty    | Joe Weatherly    | Ned Jarrett     |
| 42 | 18 augustus  | International 200          | Bowman Gray Stadium             | Richard Petty    | Jack Smith       | Joe Weatherly   |
| 43 | 21 augustus  | Race 43                    | Piedmont Interstate Fairgrounds | Richard Petty    | Joe Weatherly    | Jack Smith      |
| 44 | 25 augustus  | Race 44                    | Valdosta Speedway               | Ned Jarrett      | Richard Petty    | Joe Weatherly   |
| 45 | 3 september  | Southern 500               | Darlington Raceway              | Larry Frank      | Junior Johnson   | Marvin Panch    |
| 46 | 7 september  | Buddy Shuman 250           | Hickory Motor Speedway          | Rex White        | Jimmy Pardue     | Buck Baker      |
| 47 | 9 september  | Capital City 300           | Richmond International Raceway  | Joe Weatherly    | Jim Paschal      | Fred Lorenzen   |
| 48 | 11 september | Race 48                    | Dog Track Speedway              | Ned Jarrett      | Joe Weatherly    | Curtis Crider   |
| 49 | 13 september | Race 49                    | Augusta Speedway                | Fred Lorenzen    | Richard Petty    | Joe Weatherly   |
| 50 | 23 september | Old Dominion 500           | Martinsville Speedway           | Nelson Stacy     | Richard Petty    | Ned Jarrett     |
| 51 | 30 september | Wilkes 320                 | North Wilkesboro Speedway       | Richard Petty    | Marvin Panch     | Joe Weatherly   |
| 52 | 14 oktober   | National 400               | Charlotte Motor Speedway        | Junior Johnson   | Fireball Roberts | Fred Lorenzen   |
| 53 | 28 oktober   | Dixie 400                  | Atlanta Motor Speedway          | Rex White        | Joe Weatherly    | Marvin Panch    |

## Eindstand - Top 10
| 1  | Joe Weatherly    | 30836 |
| 2  | Richard Petty    | 28440 |
| 3  | Ned Jarrett      | 25336 |
| 4  | Jack Smith       | 22870 |
| 5  | Rex White        | 19424 |
| 6  | Jim Paschal      | 18128 |
| 7  | Fred Lorenzen    | 17554 |
| 8  | Fireball Roberts | 16380 |
| 9  | Marvin Panch     | 15138 |
| 10 | David Pearson    | 14404 |